# K-463
Il K-463 è stato un sottomarino nucleare sovietico appartenente alla classe Alfa, entrato in servizio nel dicembre 1981 e fu radiato nel 1990. Fu uno dei quattro esemplari della versione standard (Progetto 705) costruiti.

## Storia
La costruzione del sottomarino nucleare d'attacco K-463 (numero di costruzione 01685), appartenente alla classe Alfa, fu ordinata presso il cantiere navale di Leningrado il 29 agosto 1974, e l'unità fu impostata il 26 giugno 1975. Il K-463 fu varato il 30 aprile 1981, e dopo i collaudi operativi il sottomarino entrò in servizio nella marina sovietica (VMF) il 30 dicembre dello stesso anno. Come tutti i sottomarini classe Alfa il 26 gennaio 1982 il K-463 fu assegnato alla 6ª Divisione sottomarini nucleari della Flotta del Nord di stanza nella baia di Zapadnaya Litsa, e dipendente dalla 1ª Flottiglia Sommergibili. Nel corso del 1981 l'equipaggio del sottomarino, ormeggiato a Severodvinsk, si addestrò per effettuare una crociera di lunga durata effettuando qualche breve uscita nel Mar Bianco per il collaudo degli apparati. Il 26 gennaio 1982 il sottomarino arrivò alla base di Zapadnaya Litsa, e il 16 aprile il K-463 entrò in servizio nella Forza di Prontezza Operativa della Flotta del Nord. Durante la prima lunga crociera effettuata nel corso del 1982 fu rilevata una crepa nello scafo resistente, all'interno del primo compartimento, e il K-463 divette effettuare una emersione di emergenza con mare grosso, assistito da una nave appoggio. Il capitano di terza classe I. Gorelov, comandante per l'elettronica e i sistemi di armamento, uscì in coperta per ricevere e fissare il cavo di rimorchio passato dalla nave appoggio. Nonostante fosse legato con un cavo di sicurezza, mentre ispezionava i danni fu travolto dalle onde cadendo fuoribordo. Le ricerche di Gorelov durarono alcuni giorni, senza successo. Il sottomarino rientrò alla base nel diciannovesimo giorno di missione e subito sottoposto a lavori di raddobbo continuati per tutto il resto dell'anno. Con decreto del Presidium del Soviet Supremo dell'Unione Sovietica il 23 febbraio 1983 Gorelov fu insignito dell'Ordine della Stella rossa alla memoria. Nell'aprile 1983, insieme ai similari K-316, K-432, e K-493 partecipò all'esercitazione "Ocean 83" conseguendo ottimi risultati, sia nell'esercitazione che nella seguente lunga crociera. Nel corso della crociera fu preso contatto con un sottomarino sconosciuto che fu sottoposto a sorveglianza per parecchie ore. Nel 1986 il K-463 ricevette il premio come migliore unità subacquea della Marina per gli ottimi risultati conseguiti nell'addestramento antisommergibile, e il 5 novembre dell'anno successivo il titolo di "Battello di eccellenza" dopo essere stato assegnato, nel settembre 1987, all'addestramento degli equipaggi. Il 19 aprile 1990 il sottomarino fu posto in disarmo e destinato alla demolizione. Nel luglio 1991 fu assegnato al 33° Cantiere Sottomarini Nucleari del 1° FPL KSF, e nel 1992 venne posto al comando del capitano di seconda classe Vasily Ilyich Klishenko.
Il 28 agosto 1994 iniziò la demolizione presso l'SMP di Severodvinsk con il compartimento del reattore nucleare reso galleggiante e stoccato presso la baia di Sayda, dove si trova ancora oggi.